# Luca (Brassó megye)
Luca románul: Luța, település Romániában, Erdélyben, Brassó megyében.

## Fekvése
Betlen déli szomszédjában fekvő település.

## Története
Luca nevét 1556-ban Lucza néven említette először oklevél. 1632-ben Lutza, 1637-ben és 1913-ban Luca néven írták. 1637-ben I. Rákóczi György birtoka volt.
A trianoni békeszerződés előtt Fogaras vármegye Fogarasi járásához tartozott.
1910-ben 283 lakosából 279 román volt. Ebből 40 görögkatolikus, 238 görögkeleti ortodox volt.

## Források

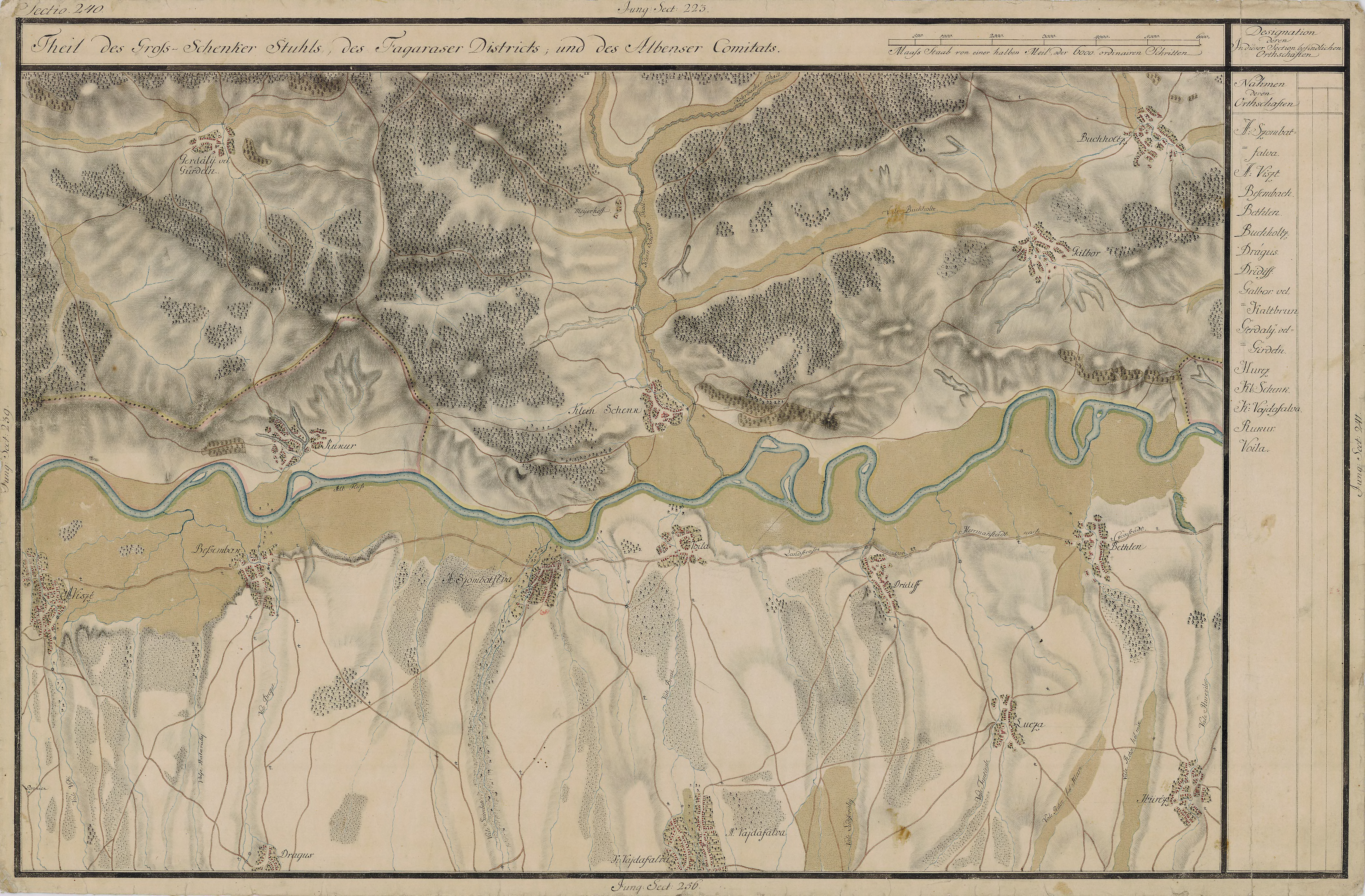
Luca egy régi térképen